# Lavotchkine La-205 / V-300

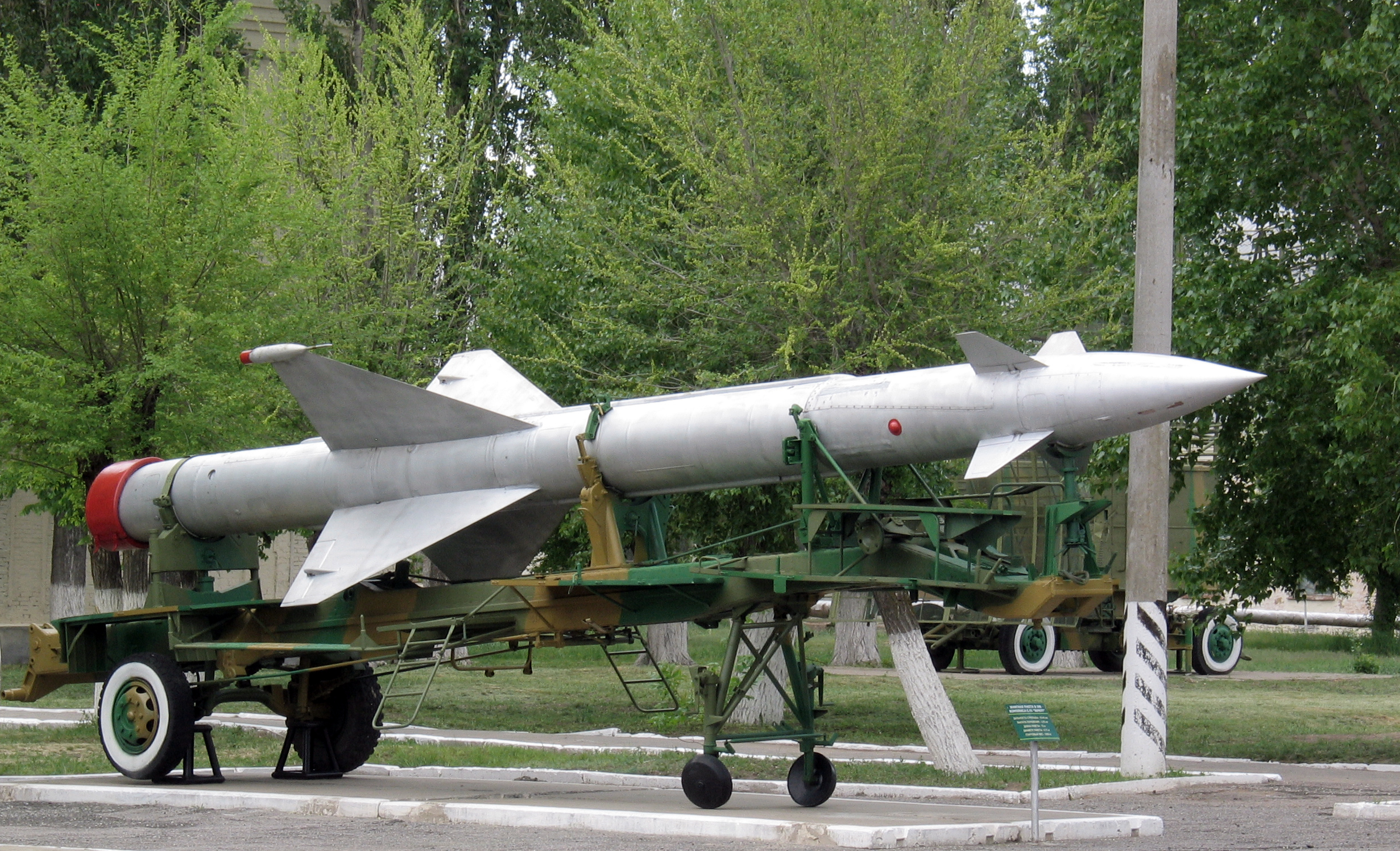
Un missile V-300, en exposition sur sa remorque de transport.

Le Lavotchkine La-205 (en russe : Лавочкин Ла-205) était un missile sol-air conçu et fabriqué en URSS par le bureau d'études (OKB) Lavotchkine au début de la guerre froide.